# Тщенець (зупинний пункт)
Тще́нець — пасажирський залізничний зупинний пункт Львівської дирекції Львівської залізниці на електрифікованій постійним струмом двоколійній лінії Львів — Мостиська II між станціями Мостиська I (3  км) та Мостиська II (4,7 км). Розташований в селі Волиця Яворівського району Львівської області.

## Пасажирське сполучення
На платформі Тщенець зупиняються приміські електропоїзди сполученням Львів — Мостиська II.